# ラヴァシュ

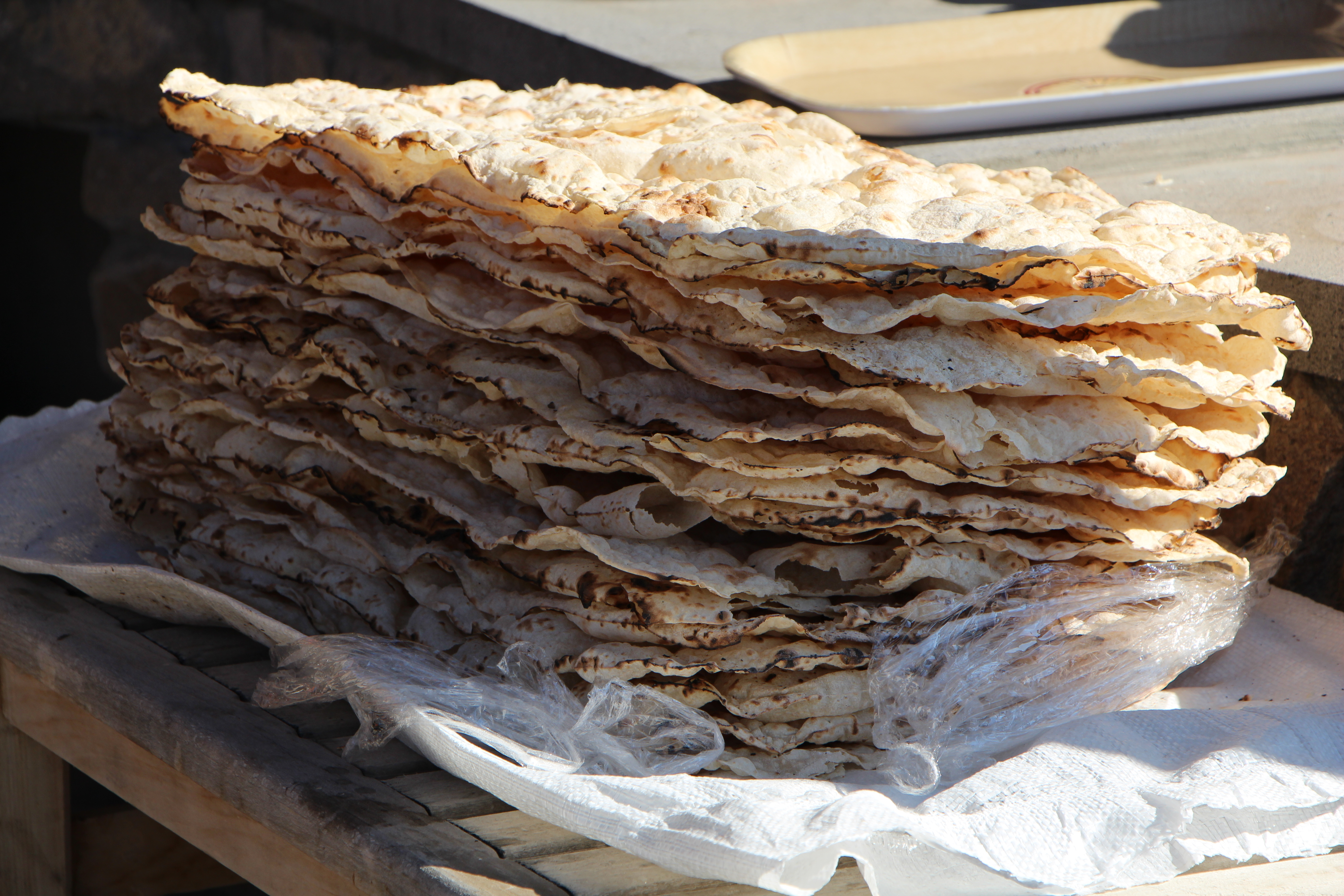
ラヴァシュ

ラヴァシュ（アルメニア語: լավաշ, アゼルバイジャン語: lavaş, トルコ語: lavaş,カザフ語: лаваш,キルギス語: лаваш,クルド語: nanê loş, ペルシア語: لواش, グルジア語: ლავაში）は、種無しパン、フラットブレッドの一種。壺状の窯で作られ、カフカス、西アジア、環カスピ海地域を含む地域で食されている。
ラヴァシュ作りに関する文化は、2014年と2016年にそれぞれ別個のユネスコの無形文化遺産に登録されている（#ユネスコによる無形文化遺産登録）。ラヴァシュは一般的にアルメニアのパンであるとされることが多いが、同種の薄型パン自体は、それをラヴァシュと呼ぶか否かはともかく、西アジア全域で広く食される食べ物であり、起源論争が存在する（#起源論争）。

## 作り方と食べ方
ラヴァシュの原材料は、小麦粉、水、塩である。これらをこねた生地を円柱形の棒で平らに薄く伸ばす。生地を平らに伸ばした後、壷状のパン焼き窯（タンドールと同種のもの）の熱した壁に貼りつけて焼く。焼く前に炒りゴマかポピーの実を振り撒く場合もある。焼き立てのラヴァシュはとてもやわらかいが、すぐに乾燥し、もろくなる。硬くなると長期保存が可能である。
ラヴァシュはアルメニアの日々の食事に欠かせないものである。アルメニアの村々では、乾燥させたラヴァシュを後で食べるために山のように積み上げておき、食べる際には水を振り撒いてやわらかくしてから食べる。アルメニアでは、乾燥ラヴァシュを砕いてハシュという牛肉の煮込み料理に入れることもある。アルメニア使徒教会においては、ラヴァシュを聖餐の儀式においても用いる。また、焼き立てのラヴァシュはやわらかいので、ホロヴァツ（羊肉の直火焼き）とハーブやチーズを包んで食べることもある。
イランでは、乾燥ラヴァシュをファーストフードとして、水で戻し、バターとチーズと一緒に食べる。イラン、トルコ、中東ではラヴァシュでケバブを包んだ料理はドゥルムという。
アゼルバイジャンのサービラーバード郡では、結婚式の後、花嫁がこれから新しく暮らす家に入る際に、花婿の母が花嫁の肩にラヴァシュを乗せ、「富める家にようこそ、あなたの足に幸運あれ」と言う習慣がある:97。アブシェロン郡のノヴハニという街では、葬式の後、ラヴァシュでハルヴァを包んだキュルチャ（kyulchya）という菓子を作る慣わしがある:122。

## ユネスコによる無形文化遺産登録

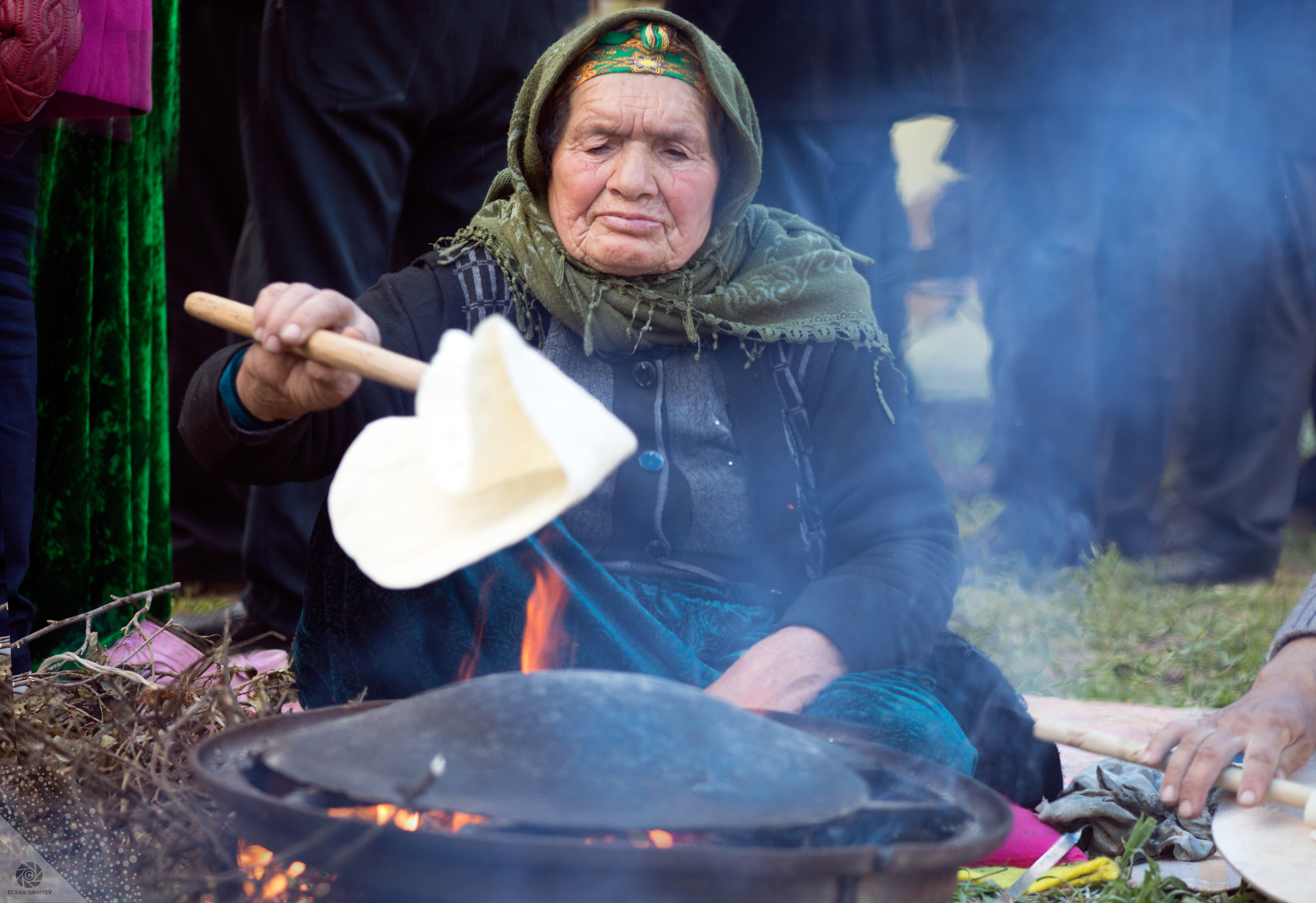
ラヴァシュを焼くアゼルバイジャンのお年寄り

2014年にユネスコの無形文化遺産の保全委員会は、アルメニア共和国政府が登録を求めていた「ラヴァシュ：文化の一表現としての伝統的なアルメニアン・ブレッドの製法、意義、外観」を「ラヴァシュ：アルメニアにおける文化の一表現としての伝統的なパンの製法、意義、外観」として無形文化遺産の保護に関する条約に定義される「無形文化遺産」の一覧に登録した。登録に際して「ユニーク」や「オリジナル」といった言葉は注意深く避けられたものの、ラヴァシュが「アルメニア文化の一表現」であるとも受け取れる表現としたことについて、アゼルバイジャン政府はユネスコに対して異議申し立てを行った。続いてトルコ、イラン、キルギス、カザフスタンもユネスコの無形文化遺産の保全委員会に抗議した。アゼルバイジャンほか各国の主張によれば、ラヴァシュはアルメニアの食べ物であるというよりむしろ、〔西アジア〕地域全体の食べ物であるという。
その後の2016年、ユネスコの無形文化遺産の保全委員会は「フラットブレッドを作り、分け合う文化：ラヴァシュ、カトュルマ、ジュプカ又はユフカ」を無形文化遺産の一覧に登録し、「アゼルバイジャン、イラン、カザフスタン、キルギス、トルコ」の各国を当該無形文化遺産が保全されている国家に認定した。その結果、2017年現在、ラヴァシュが独立した異なる２つの無形文化遺産で取り扱われる状況になっている。

## 起源論争
一般的に、ラヴァシュはアルメニアの食べ物であると紹介されることが多い。アルメニア起源の食べ物であるとする文献もある。しかしながら、アルメニアにあえて限定せず「中東発祥」と記載する文献もある。アメリカのパン焼き職人、文筆家のピーター・ラインハートは、著書の中で「通常アルメニアのフラットブレッドと呼ばれているラヴァシュはイランにも起源を持ち、現在は中東全域で食されており、世界中に広まっている」と書いた。
フラチュ・マルティロシヤンというアルメニアの言語学者は、暫定的な説として、アルメニア語の լավաշ lavaš は、 լափ lapʿ, լուփ lupʿ, լովազ lovaz といった、「手のひら」を意味する方言や、「遊びに使う平らで磨いた石」を意味する言葉 լափուկ lapʿuk, լեփուկ lepʿuk や、「とても薄い」という意味の言葉 լավազ lavaz とのつながりがあると述べ、プロト・アルメニア語で「平ら」を意味する言葉 *law から派生した言葉ではないかと仮定した。マルティロシヤンは、このブレッドが平らで薄い特徴を持つため、意味論的に考えられうる説であるとした。フラチヤ・アジャリヤンがアルメニア語の語源辞典で述べた説によると、トルコ人とペルシア人にとってのサンガクとは対照的に、*lavaš はエレバンとイランの両方でアルメニアのブレッドであると考えられていて、テヘランではこのブレッドのことを「アルメニアのパン」を意味する nūn-i armanī と呼ばれているという。同様の例は他の地域にも見られ、例えばデルスィムにおいては、sači hacʿ　がクルド人のもてなし料理の特徴であるのに対し、lavaš がアルメニア人のもてなし料理の特徴であるとみなされている。